# Cumbria

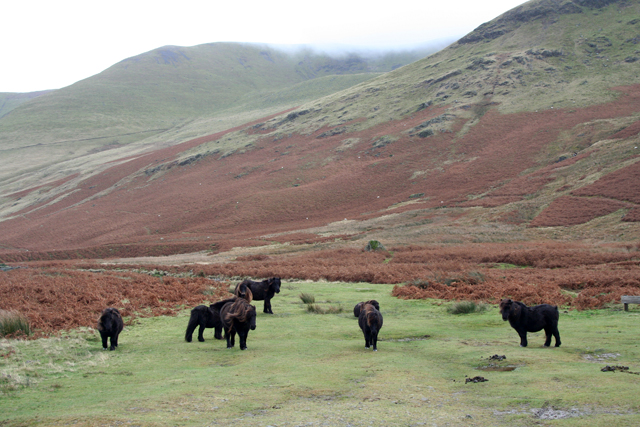
Fell Pony's

Cumbria is een shire-graafschap (non-metropolitan county OF county) in het noordwesten van Engeland. Het ontstond in 1974 door de samenvoeging van de historische graafschappen Cumberland en Westmorland met delen van Yorkshire en Lancashire.
Het gebied beslaat 6767 km² en telt ongeveer een half miljoen inwoners.

## Demografie
Van de bevolking is 18,3% ouder dan 65 jaar. De werkloosheid bedraagt 3,4% van de beroepsbevolking (cijfers volkstelling 2001).
Het aantal inwoners steeg van ongeveer 486.300 in 1991 naar 498.375 in 2017.

## Cultuur en toerisme
Cumbria is rijk aan natuurschoon: het merengebied Lake District is een belangrijke toeristische trekpleister. Ook de in het zuiden gelegen Yorkshire dales zijn een doel voor toeristen.
Bronnen van inkomsten zijn de schapenteelt en de mijnbouw (onder andere lood, zilver, ijzererts en steenkool) en de daarmee samengaande industrie. De nucleaire opwerkingsfabriek van Sellafield stelt ongeveer 4 000 mensen te werk, en is gelegen aa de kust van de Ierse Zee net ten noorden van Seascale.
In Cumbria zijn restanten te vinden van de Muur van Hadrianus (Hadrian's wall), de grote Romeinse muur die door keizer Hadrianus werd aangelegd om de Romeinen te beschermen tegen invallen vanuit het noorden.
In het district van Copeland is een smalspoorlijn met stoomlocomotieven; de Ravenglass and Eskdale Railway.
Cumbria is het oorsprongsgebied van de veelzijdige Fell Pony, die vroeger onder andere gebruikt werd als lastdier in de mijnbouw.

## Overzicht districten
| Lokaal bestuurde gebieden en plaatsen | Lokaal bestuurde gebieden en plaatsen |
| Nr.                                   | Unitary                               |
| ------------------------------------- | ------------------------------------- |
| 1                                     | Cumberland (unitary authority)        |
| 2                                     | Westmorland and Furness               |

| Detailkaart |
| ----------- |
|             |

| Lokaal bestuurde gebieden en plaatsen | Lokaal bestuurde gebieden en plaatsen |
| Nr.                                   | District                              |
| ------------------------------------- | ------------------------------------- |
| 1                                     | City of Carlisle                      |
| 2                                     | Allerdale                             |
| 3                                     | Eden                                  |
| 4                                     | Copeland                              |
| 5                                     | South Lakeland                        |
| 6                                     | Barrow-in-Furness                     |

| Detailkaart |
| ----------- |
|             |

Bedfordshire · Berkshire · City of Bristol · Buckinghamshire · Cambridgeshire · Cheshire · Cornwall · Cumbria · Derbyshire · Devon · Dorset · Durham · East Riding of Yorkshire · East Sussex · Essex · Gloucestershire · Greater London · Greater Manchester · Hampshire · Herefordshire · Hertfordshire · Isle of Wight · Kent · Lancashire · Leicestershire · Lincolnshire · City of London · Merseyside · Norfolk · Northamptonshire · Northumberland · North Yorkshire · Nottinghamshire · Oxfordshire · Rutland · Shropshire · Somerset · South Yorkshire · Staffordshire · Suffolk · Surrey · Tyne and Wear · Warwickshire · West Midlands · West Sussex · West Yorkshire · Wiltshire · Worcestershire
Overig: Stedelijke en niet-stedelijke graafschappen · Traditionele graafschappen
Bath and North East Somerset* · Bedfordshire · Berkshire · Blackburn & Darwen* · Blackpool* · Bournemouth* · Brighton & Hove* · Bristol* · Buckinghamshire · Cambridgeshire · Cheshire · Cornwall · Cumbria · Darlington* · Derby* · Derbyshire · Devon · Dorset · Durham · East Riding of Yorkshire* · East Sussex · Essex · Gloucestershire · Greater London · Greater Manchester · Halton* · Hampshire · Hartlepool* · Herefordshire* · Hertfordshire · Hull* · Isle of Wight* · Kent · Lancashire · Leicester* · Leicestershire · Lincolnshire · Luton* · Medway* · Merseyside · Middlesbrough* · Milton Keynes* · Norfolk · Northamptonshire · Northumberland · North East Lincolnshire* · North Lincolnshire * · North Somerset* · North Yorkshire · Nottingham* · Nottinghamshire · Oxfordshire · Peterborough* · Plymouth* · Poole* · Portsmouth* · Redcar & Cleveland* · Rutland* · Shropshire · Somerset · Southend-on-Sea* · Southampton* · South Gloucestershire* · South Yorkshire · Staffordshire · Stockton-on-Tees* · Stoke-on-Trent* · Suffolk · Surrey · Swindon* · Telford & Wrekin* · Thurrock* · Torbay* · Tyne & Wear · Warrington* · Warwickshire · West Midlands · West Sussex · West Yorkshire · Wiltshire · Worcestershire · York* 
Overig: Ceremoniële graafschappen · Traditionele graafschappen